# Нижнее Санчелеево
Нижнее Санчелеево — село в Ставропольском районе Самарской области. Административный центр сельского поселения Нижнее Санчелеево.

## География
Село расположено в 15-20 км к северу от Тольятти.

## История
Село основано в 1730-е годы.

## Население
| Год  | Численность | Численность |
| ---- | ----------- | ----------- |
| 1859 | 2592        | [ 3 ]       |
| 1889 | 4195        | [ 4 ]       |
| 1897 | 4210        | [ 5 ]       |
| 1910 | 5155        | [ 6 ]       |
| 2010 | 1858        | [ 7 ]       |
| 2016 | 2300        | [ 1 ]       |

## Известные уроженцы, жители
Ви́ктор Никола́евич Кувши́нов (25 сентября 1923, Нижнее Санчелеево, Ставропольский уезд Самарской губернии — 1980, Тольятти) — советский инженер-дизайнер, художник, инвалид, оставшийся после ранения в Великую Отечественную войну без обеих рук.

## Инфраструктура
На территории расположен развлекательный комплекс «Ранчо».

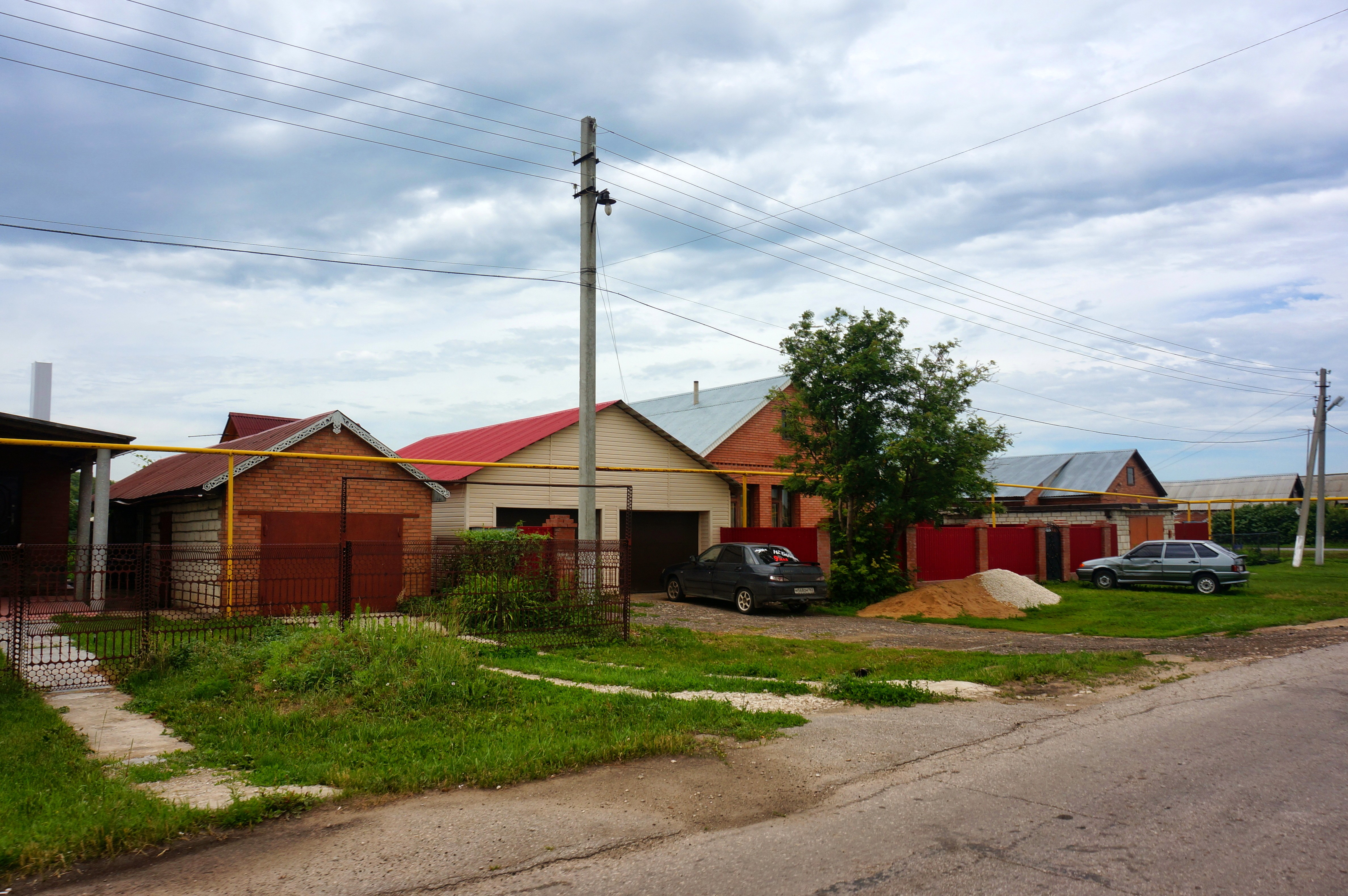
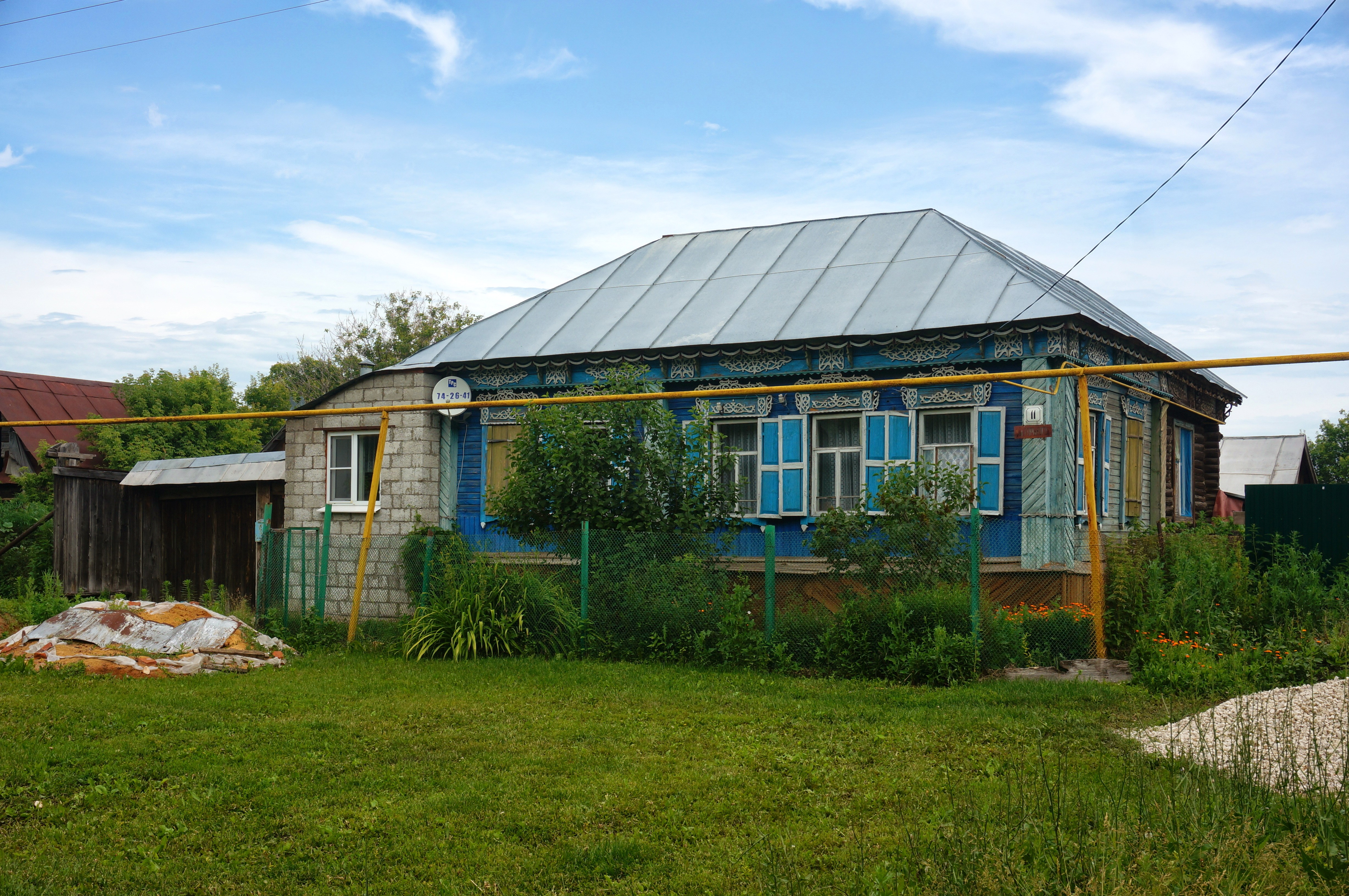
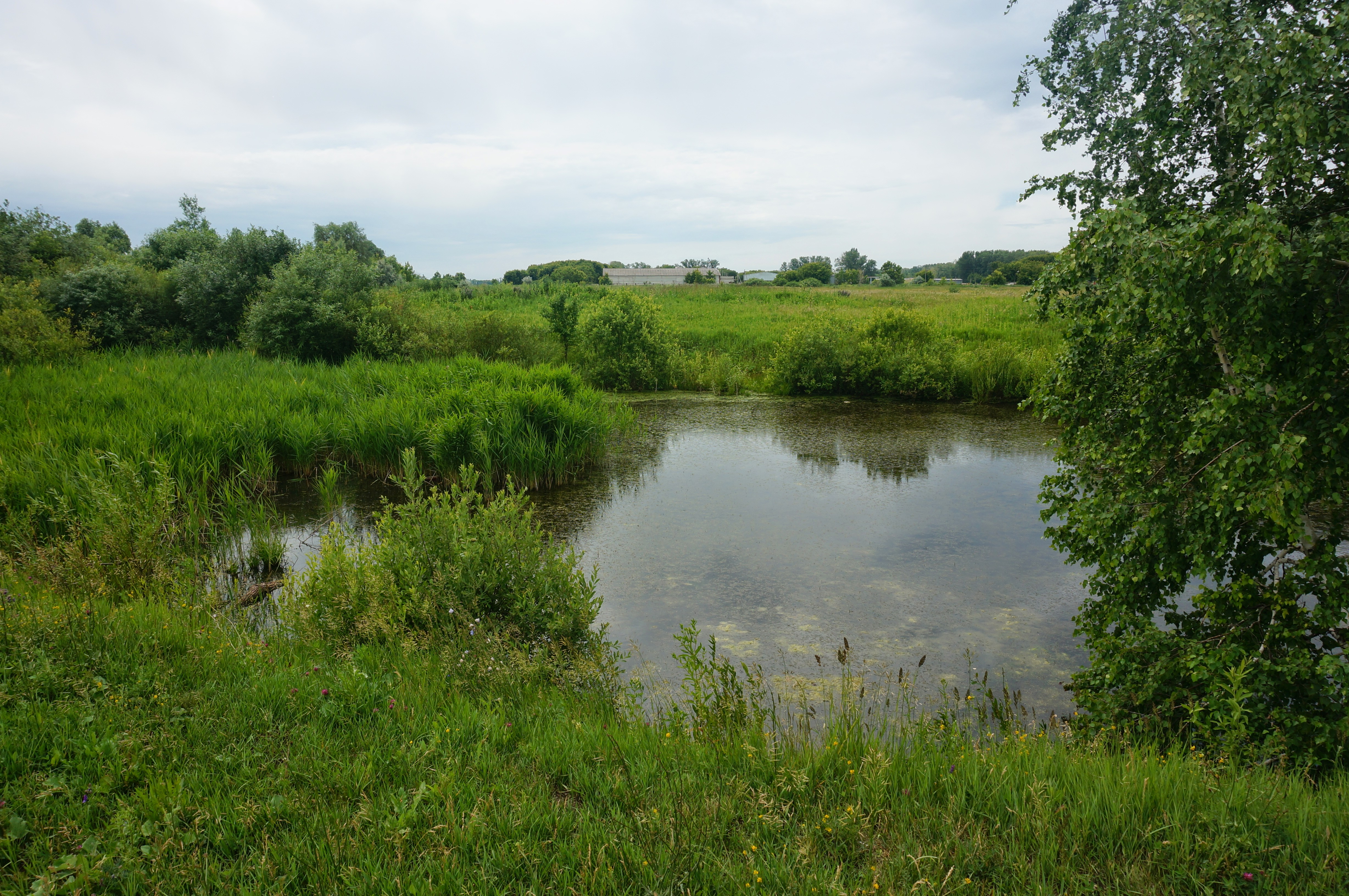
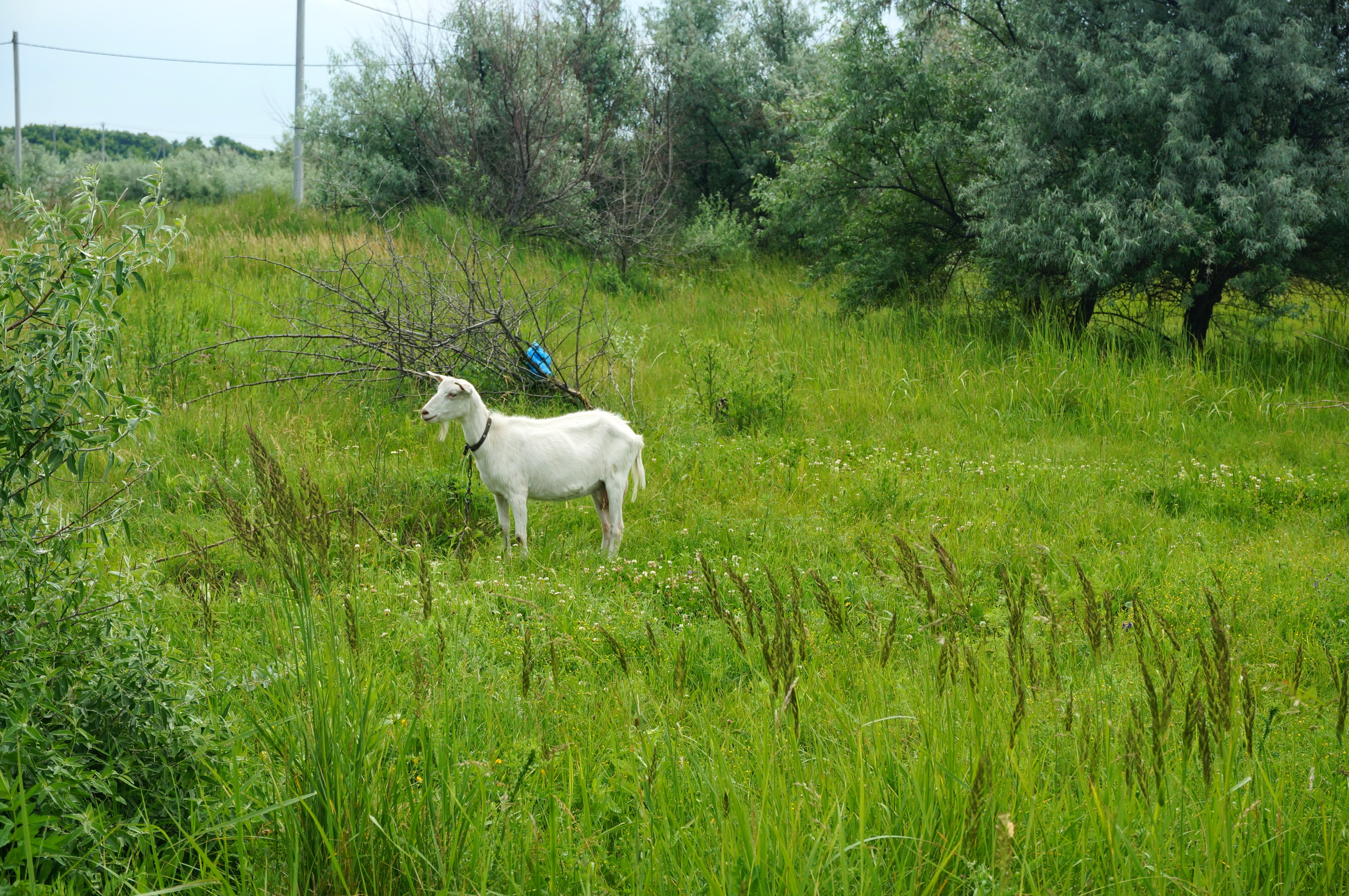